# 成人ADHD自填量表
成人ADHD自填量表症狀檢核表（Adult ADHD Self-Report Scale Symptom Checklist）簡稱ASRS，是自評的問卷調查，用來診斷成人注意力不足過動症。PhenX Toolkit也用ASRS來做為成人注意力不足過動症的症狀標準。

## 背景
ASRS是由世界卫生组织和及成人ADHD工作組（其中包括紐約大學醫學院及哈佛医学院的研究人員）共同訂定的。ASRS中包括十八個問題，和DSM-IV成人ADHD的症狀準則一致。六個問題的ASRS Screener是從十八個問題中選出的子集合。至少有一個研究指出，在診斷普通人群的ADHD症狀時，一般六個問題的ASRS Screener版本比完整版本效果要好。
ASRS也已翻譯為其他語言的版本，例如西班牙文及中文。在進行的研究證明，此量表是醫學篩查成人ADHD時，有效且有用的工具。也已在60個成年病患身上進行ASRS的外部驗證，和醫師監督的ADHD評級系統有高度的內在一致性，以及並發有效性。

## 評分
每一題都可以用五項的李克特量表評分，評分是以發生的頻率，從「從不」到「非常頻繁」。答案會依positive或是negative評分，評分標準視題目而定，其中的「從不」或「很少」一般會評為negative，而「非常頻繁」和「常常」會評為positive，在十八題中，只有七題的「有時」會評為positive。A部份中若有四項以上是positive，就表示有ADHD的症狀。

## 外部連結
- Online version of the ASRS v1.1 （页面存档备份，存于）
- (PDF). （原始内容 (PDF)存档于19 October 2013）. (Suitable for printing.)
- Online version of the ASRS v1.1 (Arabic & English) Archive.today的存檔，存档日期2014-06-22
- Adler, Lenard; Kessler, Ronald C; Spencer, Thomas, 高淑芬 , 编,  (PDF), V1.1, Harvard Medical School, New York University Medical School.: World Health Organization, 2005  [2018-03-19], （原始内容 (PDF)存档于2016-06-15）